# سان مارینو در المپیک تابستانی ۲۰۲۴
کاروان المپیکی سان مارینو، یکی از کاروان‌های شرکت‌کننده در بازی‌های المپیک تابستانی ۲۰۲۴ بود. این دوره از بازی‌ها از ۲۶ ژوئیه تا ۱۱ اوت ۲۰۲۴ (۵ تا ۲۱ امرداد ۱۴۰۳ خورشیدی) به میزبانی پاریس، پایتخت فرانسه برگزار شد. این حضور، شانزدهمین حضور این کاروان در ادوار المپیک بود. در پایان این دوره از بازی‌ها، ورزشکاران سان مارینو موفق به کسب هیچ مدالی نشدند.

## شرکت‌کنندگان
ورزشکاران این کاروان به شرح زیر در مسابقات شرکت کردند.
| ورزش              | مردان | زنان | مجموع |
| ----------------- | ----- | ---- | ----- |
| تیراندازی با کمان | ۰     | ۱    | ۱     |
| دو و میدانی       | ۰     | ۱    | ۱     |
| تیراندازی         | ۰     | ۱    | ۱     |
| شنا               | ۱     | ۰    | ۱     |
| کشتی              | ۱     | ۰    | ۱     |
| مجموع             | ۲     | ۳    | ۵     |